# Barroisita
La barroisita és un mineral de la classe dels silicats que pertany i dona nom al grup del nom arrel barroisita. Va ser anomenada en honor de Charles Eugene Barrois (1851-1939), geòleg i paleontòleg francès.

## Característiques
La barroisita és un silicat de fórmula química ☐(NaCa)(Mg₃Al₂)(Si₇Al)O22(OH)₂. Cristal·litza en el sistema monoclínic en vores o nuclis d'altres cristalls d'espècies mixtes d'amfíbols. La seva duresa a l'escala de Mohs és de 5 a 6. Forma una sèrie de solució sòlida amb la ferro-barroisita.
Segons la classificació de Nickel-Strunz, l'antofil·lita pertany a «09.DE - Inosilicats amb 2 cadenes dobles periòdiques, Si₄O11; clinoamfíbols».

## Formació i jaciments
La barroisita apareix en fàcies metamòrfiques d'esquists blaus. Va ser descoberta a Cleary Creek, a Fairbanks (Alaska, Estats Units). També ha estat descrita a Austràlia, Àustria, l'Equador, Eslovàquia, Espanya, altres indrets dels Estats Units, França, Grècia, Itàlia, el Japó, Nova Zelanda, Noruega, el Regne Unit, Rússia, Suïssa, Turquia, Veneçuela i la Xina.